# ペトロス・ティス・エラザス

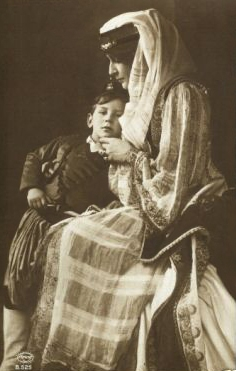
ペトロスと母マリー、1916年

ペトロス・ティス・エラザス・ケ・ザニアス（ギリシア語: Πέτρος της Ελλάδας και Δανίας, 1908年12月3日 - 1980年10月15日）は、ギリシャの王族。ゲオルギオス1世の次男ゲオルギオス王子とその妻であった精神分析学者のマリー・ボナパルトとの間に生まれた長男で、デンマーク王子およびギリシャ王子の称号を有した。
1938年に亡命ロシア人の平民女性イリナ・オフチンニコヴァと結婚し、これに怒った父と義絶した。ペトロスは人類学者であり、チベットの信仰と習俗を研究し、多くの著書を遺している。